# Концертна зала імені Ватрослава Лисинського

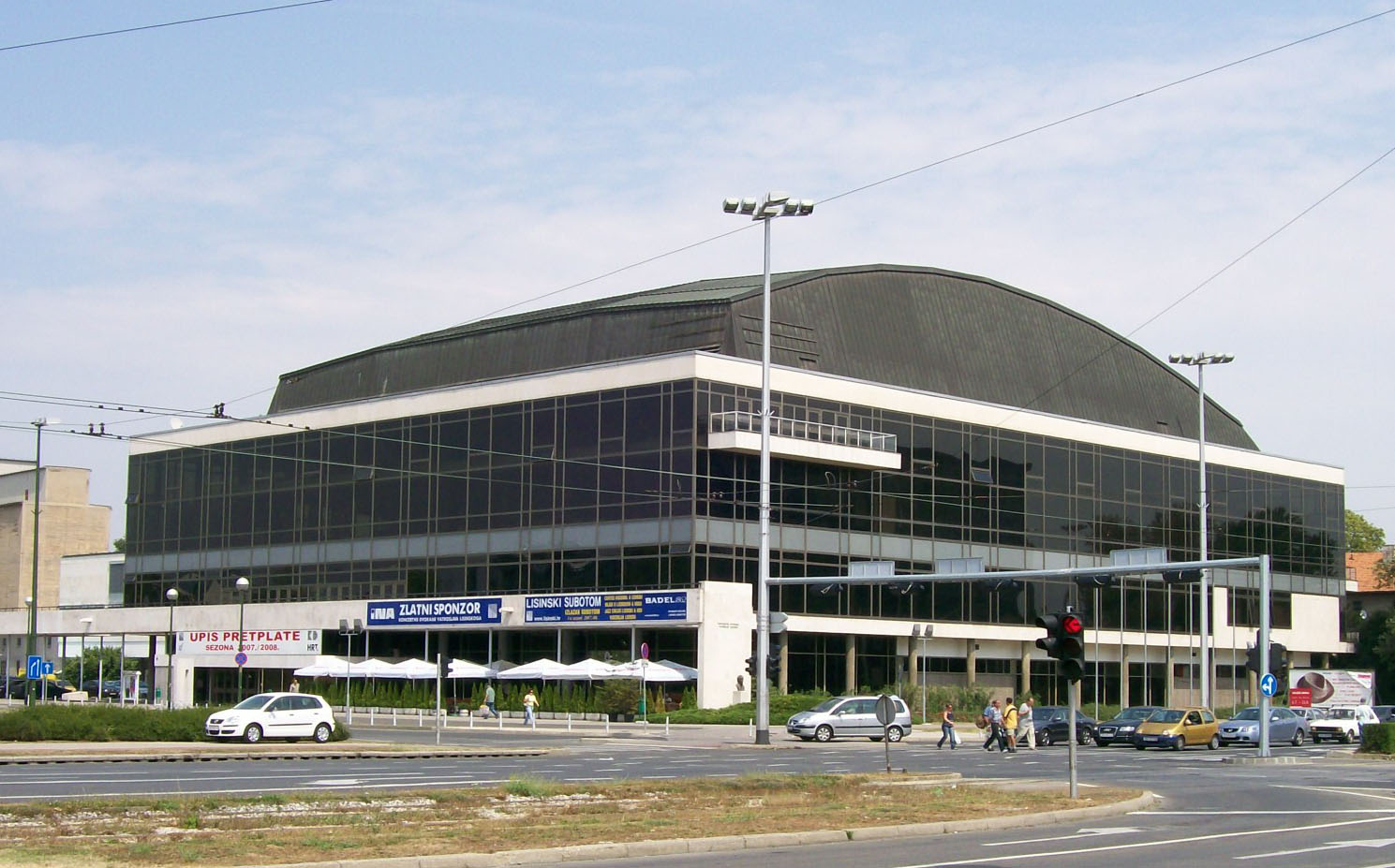
Концертна зала імені Ватрослава Лисинського

Концертна зала імені Ватросла́ва Лиси́нського (хорв. Koncertna dvorana Vatroslava Lisinskog) — концертна зала та виставковий центр у Загребі. Розташована на площі Степана Радича, між загребським Головним вокзалом та Вулицею міста Вуковара в районі Трнє. Названа на честь Ватрослава Лисинського — хорватського композитора середини XIX століття. Будівля має у своєму складі велику залу на 1841 місце та малу залу — на 305. У великій залі встановлено орган. Фоє часто використовується для проведення виставок.

## Історія
Рішення про спорудження в Загребі нової багатофункціональної концертної зали було прийнято в 1957 році. Проєкт майбутньої будівлі розроблявся групою архітекторів під керівництвом Маріяна Хаберле. Будівельні роботи розпочалися в 1961 році, проте повінь у Загребі 1964 року і спричинені нею фінансові труднощі відтермінували закінчення будівництва майже на десятиліття. Відкриття зали відбулося тільки 29 вересня 1973 року .
1990 року в залі пройшов конкурс «Євробачення». Для його успішного проведення виконано першу реконструкцію будівлі. У 1992 році було повністю замінено дах. Також роботи з часткової реконструкції та заміни інтер'єрів проводилися в 1999 та 2009 роках

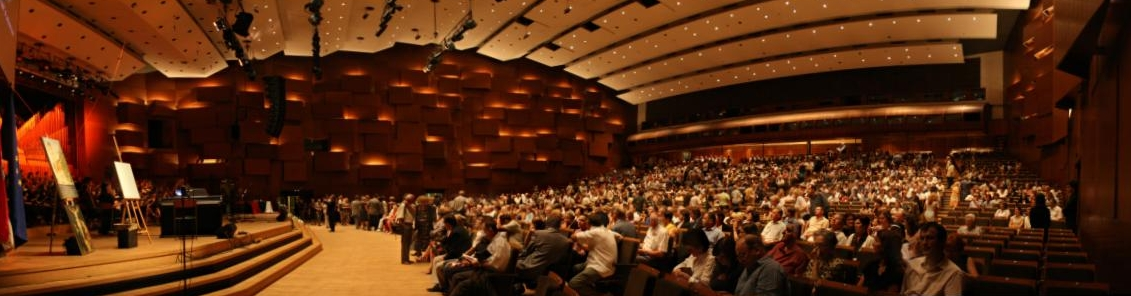
Вид великого залу зсередини

## Сучасність
У концертній залі проводяться видовищні заходи всіх видів: від оперних, балетних і театральних постановок до концертів популярних музикантів. Так, у залі імені Лисинського регулярно виступають Мирослав Шкоро та Марко Перкович Томпсон. У ній також проводяться багато міжнародних конгресів і конференцій.
У перші 30 років існування зали її відвідало близько 10 мільйонів осіб. У 2007 році на площах зали пройшли близько 450 заходів, на яких побувало 760 тисяч осіб.